# Чистолебяжье
Чистолебяжье — деревня в Белозерском районе Курганской области Российской Федерации. Входит в состав Новодостоваловского сельсовета.

## География
Деревня расположена на северном берегу небольшого заболоченного озера, в 31 км (43 км по автодороге) к северо-востоку от райцентра с. Белозерского и в 75 км (88 км по автодороге) к северо-востоку от г. Кургана.

## История

### Археологические памятники
В окрестностях деревни есть археологические памятники:
| Наименование               | Местонахождение                 | Дополнительная информация                  |
| -------------------------- | ------------------------------- | ------------------------------------------ |
| Могильник «Чистолебяжье-1» |                                 | II тыс. до н.э., VII до н.э. — III в. н.э. |
| Могильник «Чистолебяжье-2» | 3,2 км. к востоку от д. Лебяжье | VII в. до н.э. — III в. н.э.               |
| Могильник «Чистолебяжье-3» | 0,8 км. к западу от д. Лебяжье  | VII в. до н.э. — III в. н.э.               |

Раскопки Чистолебяжского некрополя андроновской культурной общности были начаты В. А. Могильниковым в конце 1970-х гг. В 1982 году алакульском курганном могильнике у с. Чистолебяжье исследованы шесть насыпей диаметром 10-13 м, содержавшие по одной — четыре могилы, в большинстве своём без остатков скелетов, и несколько захоронений животных (мелкий рогатый скот, лошади). Найдены сосуды, мелкие бронзовые бусы, каменный наконечник стрелы. При раскопках Чистолебяжского могильника изучено 115 погребений эпохи бронзы, обнаружены останки 43 человек, из них 37 детей, в т.ч. 19 — в возрасте до 7 лет. Следами огненных ритуалов являются остатки костров, которые разводились в некотором удалении от гробниц. Участки прокаленной земли обнаружены при раскопках пяти погребальных сооружений Чистолебяжского могильника (кург. 3, 4, 6, 20 и 23). Количество прокалов на площади курганов варьирует от 1 до 4 и, как правило, не соответствует количеству могил. Другим вариантом использования огня в погребальных церемониях являлось сожжение бревенчатых домовин — конструкций, отдаленно напоминавших миниатюрные домики, которые сооружались на дне многих могильных ям. Следы этого обряда обнаружены при исследовании трех могил Чистолебяжского некрополя (кург. 11, мог. 1; кург. 18, мог. 1; кург. 21, мог. 6). Не являются обязательным атрибутом мужских захоронений и каменные наконечники стрел. В Чистолебяжском могильнике они найдены не только в парном погребении мужчины и ребенка (кург. 6, мог. 1) и коллективных захоронениях лиц разного пола (кург. 6, мог. 3), но и в одной из женских могил (кург. 3, мог. 2). При этом в большинстве гробниц вместе с наконечниками обнаружены бронзовые и пастовые бусы, а также другие украшения.

### История деревни
Деревня Чисто-Лебяжье (Лебяжье) возникла в 1920—1950-е годы.
Решением Курганского облисполкома № 7 от 3 января 1957 года деревня Чисто-Лебяжье перечислена из Романовского сельсовета в состав Вагинского сельсовета.
Решением Курганского облисполкома № 107 от 23 марта 1964 года деревня Чисто-Лебяжье перечислена из Вагинского сельсовета в состав Романовского сельсовета.
Решением Курганского облисполкома № 108 от 29 марта 1973 года Романовский сельсовет переименован в Новодостоваловский сельсовет.
17 июля 1992 года указом Президиума Верховного Совета РФ деревня Лебяжье переименована в Чистолебяжье.
В годы советской власти жители деревни работали в колхозе им. Куйбышева, затем в колхозе «Дружба». В деревне было подсобное хозяйство автоуправления.

## Население
| 1989 | 2002 | 2010 |
| ---- | ---- | ---- |
| 27   | ↘5   | ↘0   |

Национальный состав
- По переписи населения 1989 года проживало 27 человек, преобладающим населением были русские.
- По переписи населения 2002 года проживало 5 человек, из них азербайджанцы  — 80 %.